# Królewszczyzna (obwód witebski)
Królewszczyzna (biał. Каралеўшчына lub Крулеўшчына) – wieś w rejonie dokszyckim w obwodzie witebskim na Białorusi. Centrum sielsowietu Królewszczyzna.
Siedziba parafii prawosławnej (pw. Narodzenia św. Jana Chrzciciela) i rzymskokatolickiej (pw. Najświętszego Serca Jezusowego).
Stacja kolejowa Królewszczyzna na trasie Mołodeczno – Połock.

## Historia
W czasach zaborów w granicach Imperium Rosyjskiego.
W dwudziestoleciu międzywojennym wieś leżała w Polsce, w województwie wileńskim, w powiecie dziśnieńskim, w gminie Dokszyce, następnie w gminie Porpliszcze.
Według Powszechnego Spisu Ludności z 1921 roku zamieszkiwało tu 245 osób, 127 była wyznania rzymskokatolickiego, 86 prawosławnego a 32 mojżeszowego. Jednocześnie 126 mieszkańców zadeklarowali polską przynależność narodową, 111 białoruską a 8 żydowską. Było tu 45 budynków mieszkalnych. W r. 1930 zamieszkana przez 538 osób w 116 domach. W 1931 w 122 domach zamieszkiwały 892 osoby.
Miejscowość należała do parafii rzymskokatolickiej w m. Zaszcześle i prawosławnej w Porpliszczach. Podlegała pod Sąd Grodzki w Głębokiem i Okręgowy w Wilnie; znajdował się tu urząd pocztowy, który obsługiwał znaczną część terenu gminy.

## Zabytki
- cmentarz żołnierzy rosyjskich z lat 1915–1918 i prawosławna kaplica filialna pw. Przemienienia Pańskiego z lat 1915–1916, przebudowana w latach 1990.
- cmentarz żołnierzy polskich poległych w wojnie polsko-bolszewickiej w 1920 roku[6], zdewastowany w czasach sowieckich, odnowiono z inicjatywy ks. Jerzego Borowniowa, proboszcza parafii w Królewszczyźnie w 2015 roku[7][8]. W 2019 r. z funduszy MKiDN betonowe nagrobki zastąpiono kamiennymi[9].
- budynki mieszkalne i administracyjne z pierwszej połowy XX wieku.

## Parafia rzymskokatolicka
Parafia Najświętszego Serca Jezusowego w Królewszczyźnie wchodzi w skład dekanatu dokszyckiego w diecezji witebskiej. Kościół parafialny został wybudowany w 1994 roku. Poprzedni drewniany kościół zbudowany w latach 1931–1937 istniał do 1965 (1967) roku.

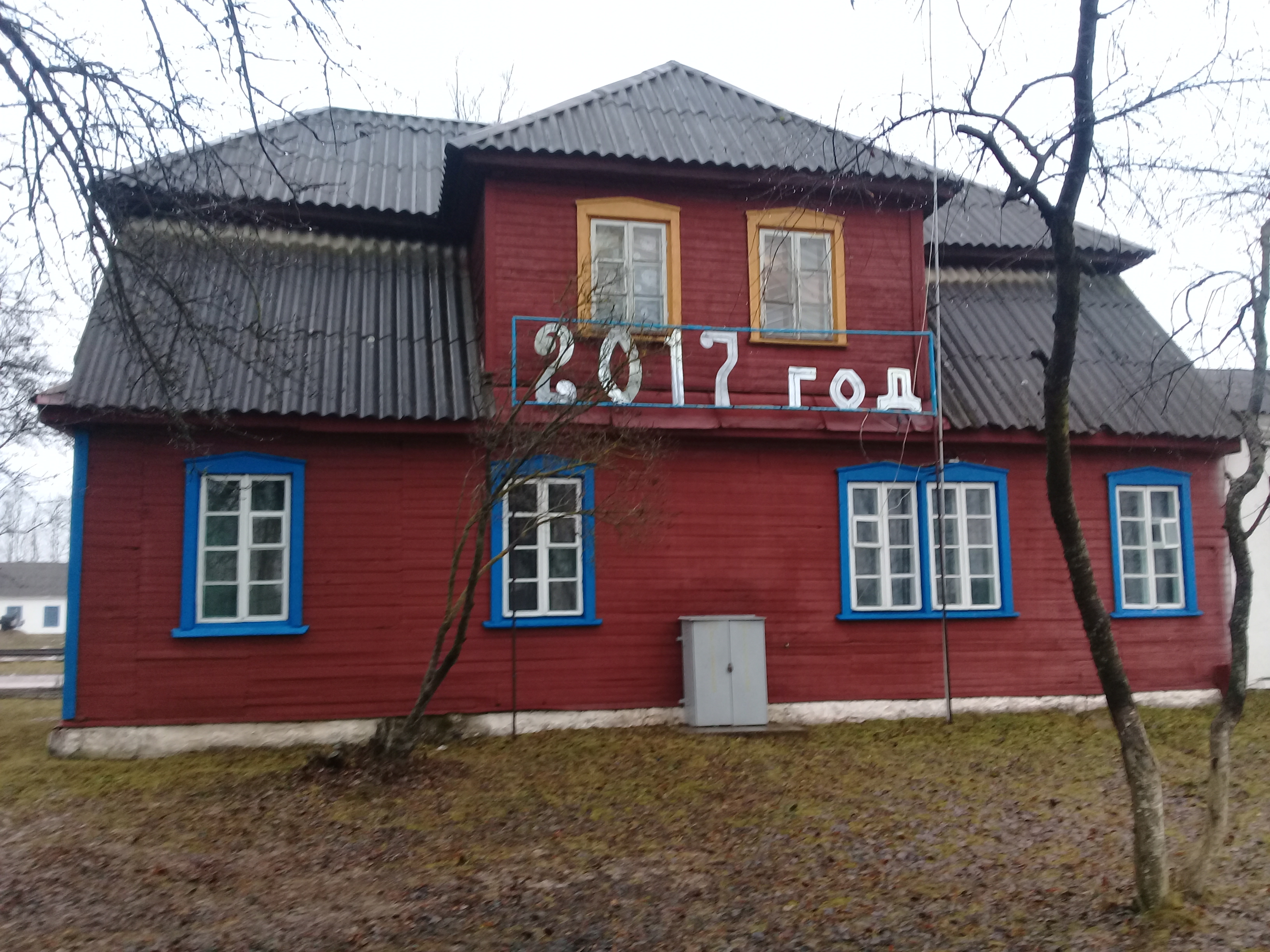
Dom - przykład historycznej drewnianej zabudowy